# Abrunheira (Assafarge)
A Abrunheira é uma aldeia portuguesa da atual freguesia de Assafarge e Antanhol, no Município de Coimbra.
A associação administrativa desta aldeia com a actual sede da freguesia remonta ao século XVIII, sendo "Abrunheyra e Afafarge" um dos Concelhos do Termo da Cidade de Coimbra.
A padroeira desta aldeia é Nossa Senhora da Ajuda, e a festa anual é realizada em sua honra.
Na Abrunheira existe uma fonte, que servia a sua população, e um chafariz, que era principalmente usado pelos habitantes do Loureiro (Cernache).
Abrunheira era, em 1747, um lugar da freguesia de Nossa Senhora da Conceição de Assafragea, termo da cidade de Coimbra. No secular estava subordinada à Comarca de Coimbra, e no eclesiástico ao Arcediagado de Penela, Bispado de Coimbra, pertencendo à Província da Estremadura. Tinha então vinte moradores.
Perto do lugar, para a parte do Sul, ficava a ermida, dedicada a Nossa Senhora da Ajuda, a qual foi feita de esmolas, que deu o povo, para que nela se administrassem os sacramentos aos enfermos, por ficar distante a paróquia. Costumavam festejar a Senhora no dia da Assunção, 15 de Agosto, com sermão e missa cantada.
Para a parte do Nascente deste lugar havia uma fonte, que diziam por tradição de pais a filhos ter sido feita pelos mouros, quando senhoreavam estas terras. Lançava bastante água, e não se sabia que tivesse virtude especial. Mais adiante havia outra fonte funda, a que chamavam a Fonte do Chafariz, com bastante água da mesma qualidade.
Tinha juiz pedâneo com seu escrivão, e procurador, todos sujeitos ao senado da cidade de Coimbra.

## Património
- Capela de Nossa Senhora da Ajuda;
- Cruzeiro do Santo Cristo Abrunheira
- Alminhas da Abrunheira
- “Castelo” da Abrunheira.